# Alalkomenios
Alalkomenios (altgriechisch Ἀλαλκομένιος) ist ein Monat des böotischen Kalenders.
Er war der zwölfte Monat nach dem Damatrios und vor dem Bukatios, im julianischen Kalender entspricht ihm ungefähr der Monat November. Mit ihm endete das böotische Jahr, zudem diente der Monat als Schaltmonat. Der Name wird auf das in diesem Monat begangene Fest zu Ehren der Athene Alalkomeneis zurückgeführt, das in einem Heiligtum in Alalkomenai begangen wurde. Das Heiligtum galt als Geburtsort der Athene. Literarisch bezeugt ist der Monat bei Plutarch, inschriftlich ist er aus Orchomenos, Chaironeia und Tanagra bekannt.